# Ferdinand Lippich
Ferdinand Lippich (4. října 1838 Padova – 18. října 1913 Smíchov) byl rakouský matematik, fyzik a vysokoškolský pedagog německé národnosti působící v Čechách, rektor Německé univerzity v Praze a poslanec Českého zemského sněmu.

## Biografie
Narodil se v Padově, ale již v mládí se přestěhoval do Prahy. Jeho otcem byl lékař a vysokoškolský pedagog Franz Wilhelm Lippich. Ferdinand studoval v letech 1855–1859 fyziku na pražské polytechnice. Od roku 1859 působil jako asistent, od roku 1863 coby soukromý docent pro matematickou fyziku na pražské univerzitě a od roku 1865 do roku 1874 byl činný jako profesor teoretické mechaniky a statiky na technice ve Štýrském Hradci. V roce 1871 působil jako rektor této vysoké školy.
V letech 1872–1909 byl řádným profesorem matematické fyziky v Praze. Od roku 1883 do roku 1884 působil ve funkci rektora nově vzniklé Německé univerzity v Praze (pražská univerzita byla rozdělena na české a německé vysoké učení). V roce 1883 získal titul čestného doktora filozofie na Německé univerzitě v Praze. Od roku 1881 byl korespondenčním a od roku 1893 řádným členem Österreichische Akademie der Wissenschaften ve Vídni. Ve své odborné činnosti se zaměřoval na akustiku a optiku. V roce 1910 odešel do penze. Měl titul dvorního rady. Byl mu udělen Řád Františka Josefa (komturský kříž). Byl členem mnoha učených společností a německých spolků. Po řadu let působil na postu předsedy německého pěveckého spolku v Praze.
Z titulu funkce rektora se v 80. letech zapojil i do vysoké politiky. V letech 1883–1884 zasedal coby virilista na Českém zemském sněmu.
Zemřel v říjnu 1913 ve svém bytě na Smíchově.
Jeho syn Friedrich Lippich byl činný na lékařsko-chemickém ústavu. Měl také dcery Marii a Giselu. Jedna z dcer byla manželkou profesora Carla Isidora Coriho.